# The Package – Killer Games
The Package – Killer Games (Originaltitel: The Package) ist ein US-amerikanischer Action-Thriller von Jesse V. Johnson aus dem Jahr 2013. In den Hauptrollen sind Steve Austin und Dolph Lundgren zu sehen.

## Handlung
Tommy Wick muss ein Paket an einen mysteriösen Kriminellen liefern, der unter dem Pseudonym „Der Schwede“ bekannt ist. Tommy hat keine Ahnung, was in dem Paket ist. Für ihn scheint es ein Auftrag wie jeder andere zu werden, doch plötzlich geht einiges schief. Zuerst versucht eine Bande von Verbrechern an das Paket zu kommen, indem sie Tommys Wagen sprengen und seinen Partner dabei töten. Tommy kann allerdings mit dem Paket entkommen und meldet sich bei seiner Freundin, dass er in Schwierigkeiten geraten ist. Die Verbrecher sowie „Der Schwede“ machen nun Jagd auf ihn, doch Tommy weiß sich zur Wehr zusetzen.

## Produktion
Der Film wurde am 13. Februar 2013 direkt auf DVD sowie Blu-ray veröffentlicht. Die Dreharbeiten fanden in Abbotsford (British Columbia) statt. Produktionsfirmen waren unter anderen die Anchor Bay Entertainment und die Motion Picture Corporation of America. Das Budget des Films wird auf rund 7,5 Millionen US-Dollar geschätzt. Dolph Lundgren, der den Deutschen im Film verkörperte, wird in der deutschen Fassung als „Der Schwede“ bezeichnet.

## Kritiken
Der Filmdienst sieht in dem Film nur ein „Öder, schieß- und prügelwütiger B-Actionfilm mit einem überforderten Hauptdarsteller.“
Stefan Dabrock von Filmstarts vergibt 2 von 5 Punkten und kritisiert: „Weder die spröde Atmosphäre kann überzeugen, noch die an sich einwandfrei inszenierten Actionszenen. Ihre Dynamik und Rasanz ist zwar sichtbar, aber sie langweilen, weil sie zu sehr auf den emotionalen Anknüpfungspunkt bauen, der aber nicht da ist. Was bleibt ist daher ein interessanter Ansatz, der aber an einem schauspielerisch überforderten Actionstar scheitert.“